# اوبینی-ل-کلوزو
اوبینی-ل-کلوزو (به فرانسوی: Aubigny-les-Clouzeaux) یک کمون است که در استان پی دو لا لوآر در شهرستان وانده در غرب فرانسه قرار دارد. شهرداری آن در 1 ژانویه 2016 ایجاد شد و از کمون‌های سابق Aubigny (جایگاه فعلی شهرداری) و Les Clouzeaux تشکیل شده است.